# Podgorie, Sofia
Podgorie (în bulgară Подгорие) este un sat în comuna Kosteneț, regiunea Sofia,  Bulgaria. 

## Demografie
Componența etnică a satului Podgorie
     Bulgari (100%)
     Nicio identificare (0%)
     Altele (0%)
La recensământul din 2011, populația satului Podgorie era de 19 locuitori. Din punct de vedere etnic, toți locuitorii erau bulgari.